# Adolf Zeller
Adolf August Zeller (* 2. Februar 1871 in Darmstadt oder in Büdingen; † 26. Oktober 1946 in Radebeul) war ein deutscher Architekt, Baubeamter, Denkmalpfleger, Bauhistoriker, Bauforscher, Hochschullehrer und Fachbuchautor.

## Leben und Wirken
Zeller war der Sohn des Wilhelm August Friedrich Karl Zeller (1842–1897, Dr. jur., Vortragender Rat bei der Oberrechnungskammer Darmstadt) und dessen Frau Elisabeth „Eli“ Weller, Tochter des Justizrats Eberhard Weller. Sein Großvater väterlicherseits war der Geheime Regierungsrat Christian Felix Zeller.
Zeller besuchte ab 1885 das Realgymnasium in Darmstadt, wo er 1890 die Reifeprüfung ablegte, dann studierte er Architektur an der Technischen Hochschule Darmstadt und an der Technischen Hochschule (Berlin-)Charlottenburg. Nach dem Studium war Zeller 1895–1898 im Referendariat als Regierungsbauführer in Wiesbaden tätig, legte das zweite Staatsexamen ab und führte seit 1899 den Titel Regierungsbaumeister.
Zunächst war Adolf Zeller als Architekt tätig und entwarf (zusammen mit dem Bildhauer Ludwig Habich) für Darmstadt den 1902 eingeweihten Obelisken als Denkmal für Großherzogin Alice von Hessen und 1903 ebenfalls in Darmstadt die Architektur des Goethe-Denkmals. Zudem leitete er ab 1909 die Restaurierungen der Blasiuskirche in Nordhausen und der Stiftskirche St. Peter in Wimpfen.
Schon ab etwa 1900 widmete sich Zeller vermehrt auch baugeschichtlichen Forschungen, deren Ergebnisse er ab 1899 veröffentlichte. Eines seiner wissenschaftlichen Hauptwerke waren ab 1907 die Bauaufnahmen und die Inventarisation der Baudenkmäler der Stadt Hildesheim, die 1911 und 1912 in zwei Bänden erschienen und nach den Zerstörungen im Zweiten Weltkrieg heute als Standardwerke über das alte Hildesheim gelten. Die Arbeit ergab sich aus Zellers Buch „Die romanischen Baudenkmäler von Hildesheim“ (1907), für das er den Boissoret-Preis der Technischen Hochschule Charlottenburg erhalten hatte.
Mit Teilergebnissen seiner Hildesheimer Architekturforschungen wurde Zeller 1912 an der Technischen Hochschule Braunschweig zum Dr.-Ing. promoviert. Die Dissertation erschien 1913 als Buch unter dem Titel „Die Geschichte der Wohnbaukunst der Stadt Hildesheim“ als Ergänzungsband der Publikationsreihe Die Kunstdenkmäler der Provinz Hannover und war Ausgangspunkt der akademischen Karriere. Bereits ab 1909 lehrte Adolf Zeller das Fach Geschichte der Baukunst an der Technischen Hochschule Darmstadt. Danach war er Privatdozent und später außerordentlicher Professor für Baugeschichte an der Technischen Hochschule Berlin. 1929 ging er als ordentlicher Professor an die TH Breslau und lehrte dort bis 1938.
Kurzzeitig war Adolf Zeller von April 1919 bis Dezember 1920 Vorsitzender des Vereins für die Geschichte Berlins.

## Privates
Adolf Zeller war seit 1914 verheiratet mit Ilse Weigelt.

## Schriften
- Das Rathaus zu Darmstadt. 1899 Digitalisat
- Burg Hornberg am Neckar. Karl W. Hiersemann, Leipzig 1903.
- Zur Geschichte des Landeshospitals Hofheim. In: Historischer Verein für das Großherzogtum Hessen (Hrsg.): Philipp der Großmütige. Beiträge zur Geschichte seines Lebens und seiner Zeit. Elwert, Marburg 1904, S. 405–418.
- Das Heidelberger Schloß. Werden, Zerfall und Zukunft. In zwölf Vorträgen. Braun, Karlsruhe 1905.
- Die romanischen Baudenkmäler von Hildesheim. 1907. v. Behr: Die romanischen Baudenkmäler von Hildesheim. In: Zentralblatt der Bauverwaltung. Nr. 45, 1908, S. 312–313 (zlb.de – Rezension).
- Die Kunstdenkmäler der Provinz Hannover. II. Regierungsbezirk Hildesheim, 4. Stadt Hildesheim. Kirchliche Bauten. Selbstverlag der Provinzialverwaltung, Hannover 1911. (Digitalisat auf archive.org, abgerufen am 28. April 2023)
- Die Kunstdenkmäler der Provinz Hannover. II. Regierungsbezirk Hildesheim, 4. Stadt Hildesheim. Bürgerliche Bauten. Selbstverlag der Provinzialverwaltung, Hannover 1912. (Digitalisat auf archive.org, abgerufen am 28. April 2023)
- Die Geschichte der Wohnbaukunst der Stadt Hildesheim. Schulze, Hannover 1913. (Dissertation, Technische Hochschule Braunschweig, 1912.)
- Die Kleinwohnungsfrage und ihre Lösung. Leineweber, 1919.
- Burg Hohnstein am Harz. In: Zeitschrift für Bauwesen. Nr. 7, 1920, Sp. 409–414 (zlb.de).
- Die Kirche des Benediktinerinnenklosters St. Mariä auf dem Münzenberge bei Quedlinburg. In: Zeitschrift des Harzvereins, Band XLV (um 1920), S. 66–80. (auch als Sonderdruck nachgewiesen)
- Der Turm zu Lübben. In: Brandenburgia, Monatsblatt der Gesellschaft für Heimatkunde und Heimatschutz in der Mark Brandenburg, 34. Jahrgang 1925. (auch als Sonderdruck nachgewiesen)
- Frühromanische Kirchenbauten und Klosteranlagen der Benediktiner und der Augustiner Chorherren nördlich des Harzes. Berlin 1928.
- Balthasar Neumann und seine Arbeitsweise. Hackebeil, Berlin 1929.
- Die Auswertung des Befundes früher Bauanlagen im Saale Ingelheim Reichsaal und Kaiserwohnung, Heft 1. Walter de Gruyter & Co., Berlin 1935.
- Alt-Frankfurt und Tribur. Forschungen an karolingischen Bauten im Rheingau und in Rheinhessen, Heft 4. Walter de Gruyter, Berlin 1939.
- Zur ältesten Baugeschichte des Mainzer Domes. In: Forschungen und Fortschritte, Nachrichtenblatt der deutschen Wissenschaft und Technik, Jahrgang 1940, Nr. 12.

## Ehrungen
- 1903: Hessische Silbermedaille für Kunst und Wissenschaft